# 新怡詩夏省

新怡詩夏省

新怡詩夏省（西班牙語：Nueva Ecija Province），是一個位於菲律賓呂宋島的內陸省份。首府為帕拉延市。歷史古城潘塔邦安鎮（Pantabangan town）位於本省。
根據地圖顯示方位，其位於呂宋島的北部，向北的位置為新比斯開省；向西的位置為季里諾省；向東的位置為奧羅拉省；向南的位置則是面對布拉干省。
該省是一個重要的農業區，最重要的農作物是水稻、玉米、洋蔥。同時也有畜牧業，主要是奶牛和家禽養殖業。有銅、錳和金的礦床。

## 簡介
- 隸屬地區：中央呂宋
- 時區：GMT+8
- 使用語言：英語、他加祿語、伊洛卡诺语
- 人口：2,151,461人（2015年）[2]
- 面積：5,751.3平方公里